# SEPECAT Jaguar

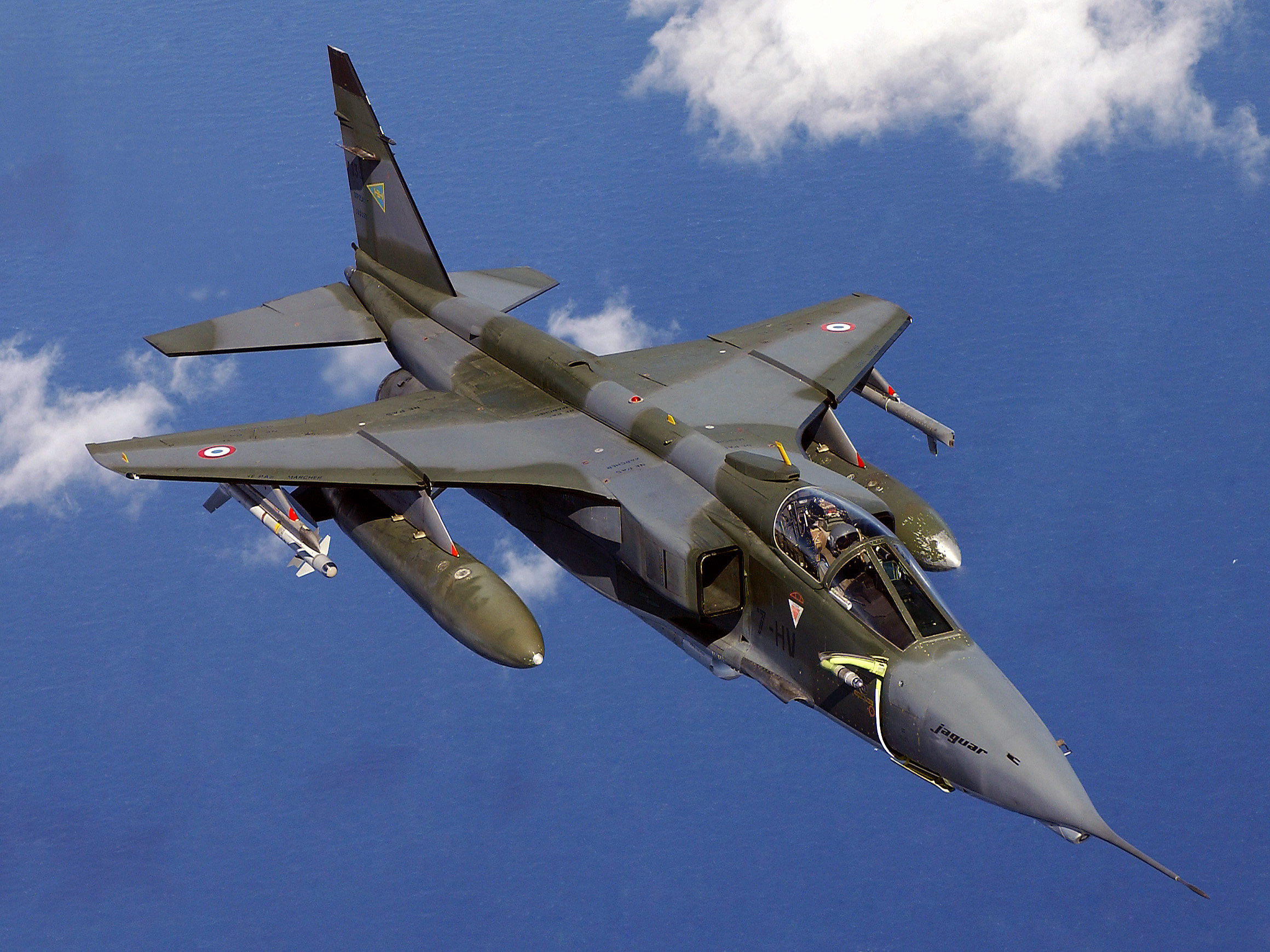
SEPECAT Jaguar

SEPECAT Jaguar este un avion de atac la sol anglo-francez utilizat în prezent de India.